# Веселин Близнаков
Веселин Витанов Близнаков е български политик, министър на отбраната в периода 2005 – 2008 г., народен представител в XXXIX народно събрание (2001 – 2005 г.) и XL народно събрание (2005; 2008 2009 година). Доктор по медицина.

## Биография
Роден е на 18 юни 1944 г. в Стралджа, Ямболска област.
През 1969 г. завършва Висшия медицински институт, София. През 1970 г. завършва Школата за подготовка на запасни офицери „Гоце Делчев“ във Враца, офицер от запаса. През 1981 г. защитава докторат на тема „Влияние на йонизиращите лъчения върху здравословното състояние на медицинския персонал, работещ в среда на йонизиращи лъчения“. През 1986 г. получава научна степен доцент по радиационна защита.
През 1971 – 1972 г. работи като военен лекар в гарнизон Айтос, а от 1972 г. до 1975 г. е участъков лекар в община Сунгурларе и Славянци, Бургаска област.
През 1976 – 1986 г. е научен сътрудник и завеждащ лаборатория в Националния център по радиобиология и радиационна защита в гр. София.
В периода 1986 г. до 1999 г. работи и специализира по проблемите на ядрената енергетика и радиационната защита в България и чужбина, ръководи секция по радиационна защита в Националния център по радиобиология и радиационна защита.
От 1999 до 2001 г. е председател на Българското ядрено дружество. Член е на Управителния съвет на Европейското ядрено дружество, председател е на научни комисии за придобиване на специалност по радиобиология и по радиационна хигиена, член е на редколегиите на научни списания. Има над 70 научни публикации.
През 2001 г. е избран за народен представител от листата на НДСВ в Тридесет и деветото народно събрание от 6-и многомандатен избирателен район – Враца. До 2005 г. е председател на парламентарната комисия по енергетика, член е на парламентарната комисия по външна политика, отбрана и сигурност, на Съвместния парламентарен комитет „България – Европейски съюз“. От юли 2001 г. до юли 2003 г. е заместник-председател на парламентарната група на НДСВ.
През юни 2005 г. е избран за народен представител от листата на НДСВ в Четиридесетото Народно събрание от 27-и многомандатен избирателен район – Хасково.
От 7 август 2005 до 24 април 2008 г. е министър на отбраната на Република България.

## Семейство
Веселин Близнаков е женен за Татяна Страхилова Близнакова.